# Amitose
Amitose is een type celdeling. Amitose houdt in dat de celkern zich deelt, zonder dat de kernwand verdwijnt of dat er chromosomen ontstaan. De kern groeit snel en snoert zich sterk in, waardoor twee delen ontstaan. Amitose komt voor bij sommige protozoa. Verdeling van dochterchromosomen is vrij willekeurig. Een voorbeeld van een groep waarbij amitose aanwezig is, is de Karyorelictea.